# Biophomopsis brenesii
Biophomopsis brenesii är en svampart som beskrevs av Petr. 1931. Biophomopsis brenesii ingår i släktet Biophomopsis, divisionen sporsäcksvampar och riket svampar.   Inga underarter finns listade i Catalogue of Life.